# Dysgenetica
Dysgenetica omschrijft de genetische verzwakking van een organisme in relatie tot de omgeving. De term wordt voornamelijk gebruikt door voorstanders van eugenetica om een daling in de lichamelijke en geestelijke gezondheid van een bevolkingsgroep aan te duiden. Dit kan gebeuren door het ontbreken van natuurlijke selectie waardoor negatieve mutaties zich verspreiden binnen een soort en door negatieve selectie.

## Intelligentie en vruchtbaarheid
In wetenschappelijke kringen is het meeste onderzoek gedaan naar de mogelijke daling van intelligentie in de eerste wereld. Demografische studies indiceren dat in welvarende landen vrouwen met een hoog IQ en een hoge opleiding een veel lagere vruchtbaarheid hebben dan vrouwen met een laag IQ en een lage opleiding. Omdat zowel IQ als schoolprestatie erfelijke eigenschappen zijn, hebben deze reproductieve trends tot de conclusie geleid dat de genetische aanleg voor intelligentie daalt in de eerste wereld.

### Oorspronkelijk onderzoek
De eerste studies over de relatie tussen intelligentie en vruchtbaarheid werden uitgevoerd voor de uitvinding van de IQ-test aan het einde van de 19de eeuw. Onderzoekers zochten naar een dysgenetische trend door naar de vruchtbaarheid te kijken van notabele personen die in het Britse Who's Who werden genoemd, en welke vermoedelijk een hoge intelligentie hadden. Deze personen hadden over het algemeen weinig kinderen, hetgeen een dysgenetische trend impliceerde.
Rigoureuzere studies werden uitgevoerd tijdens de Tweede Wereldoorlog en gaven een optimistischere uitslag. De resultaten suggereerden een licht eugenetische trend met betrekking tot intelligentie. De resultaten van deze onderzoeken waren consistent genoeg voor Osborn en Bajema om in 1972 te concluderen dat vruchtbaarheidstrends eugenetisch waren, en dat "de reproductieve trend naar een toename in de frequentie van genen die geassocieerd worden met een hoger IQ [...] waarschijnlijk zullen voortduren in de nabije toekomst in de Verenigde Staten en ook gevonden zullen worden in andere industriële welvarende democratieën." Een aantal toetsers waren het niet eens met hun conclusie en wezen uit dat de peilingen niet nationaal representatief waren en voornamelijk bestonden uit blanken geboren tussen 1910 en 1940 in het noordoosten van de VS. Andere onderzoekers begonnen te rapporteren over een dysgenetische daling in de jaren 60 na twee decennia van neutrale tot licht eugenetische vruchtbaarheid.
In 1982 probeerde Daniel Vining meer duidelijkheid te krijgen via een grootschalige studie over de vruchtbaarheid van meer dan 10.000 personen woonachtig in de VS met een leeftijd van 25 tot 34 jaar. De gemiddelde vruchtbaarheid in deze studie was gecorreleerd op -0,86 met IQ voor vrouwen, hetgeen volgens Vining overeenkwam met een daling van het gemiddelde genotypische IQ van 1,6 punten per generatie. Na beschouwing van de resultaten en die van eerdere onderzoekers concludeerde Vining: "In periodes van rijzende geboortecijfers neigen personen met een hogere intelligentie naar een vruchtbaarheid gelijk of hoger dan het gemiddelde", maar "De recente daling in het geboortecijfer schijnt de dysgenetische trend hersteld te hebben die werd geobserveerd voor een vergelijkbare periode van dalende geboortecijfers tussen 1850 en 1940."
In reactie op de kritiek dat de vruchtbaarheidsanalyse in zijn peiling niet compleet was, voerde Vining 18 jaar later een vervolgonderzoek uit op dezelfde peilgroep. Hij rapporteerde: "Dezelfde negatieve relatie is gevonden tussen IQ en vruchtbaarheid", hoewel "de algemene daling van het IQ geïmpliceerd door deze data is verminderd."

### Later onderzoek
Ongeacht de gebruikte methodologie heeft later onderzoek tot gelijksoortige resultaten geleid als die van Vining.
In een onderzoek in 1988 vonden Retherford en Sewell de inmiddels welbekende negatieve relatie tussen IQ en vruchtbaarheid, en berichtten zij dat als kinderen gemiddeld hetzelfde IQ als hun ouders hadden, het IQ zou dalen met 0,81 punten per generatie. Gebruikmakend van 0,71 als de additieve erfelijkheid van IQ zoals gegeven door Jinks & Fulker, berekenden zij een daling van het gemiddelde IQ van 0,57 punten per generatie.
In een studie in 1999 onderzocht Richard Lynn de relatie tussen intelligentie van volwassenen van veertig jaar of ouder en het aantal kinderen, broers, en zussen die zij hadden. Gegevens werden verzameld van het in 1994 uitgevoerde National Opinion Research Center Survey onder een representatieve peiling van 2992 Engels sprekende personen. De resultaten vertoonden een significante negatieve correlatie op respectievelijk -0,05 en -0,09, en impliceerden de aanwezigheid van een dysgenetische trend. Verdere analyse liet zien dat dysgenetische vruchtbaarheid alleen aanwezig was in vrouwen. De correlatie voor vrouwen tussen intelligentie en het ideale aantal kinderen was nul, hetgeen impliceert dat de kinderwens niet de oorzaak is van de dysgenetische trend.
In 2004 probeerde Richard Lynn en Marian Van Court het eerdere onderzoek van Vining te herhalen. Hun studie gaf gelijksoortige resultaten, met de totale genotypische daling gemeten op 0,75 IQ-punten per generatie.

### Opleiding en vruchtbaarheid
Een andere manier om de negatieve relatie tussen IQ en vruchtbaarheid te onderzoeken is om opleiding met vruchtbaarheid te vergelijken, aangezien opleidingsniveau met IQ correleert op 0,55. In een studie in 1999 die de relatie tussen IQ en educatie onderzocht via een grote nationale peiling, vond David Rowe dat opleidingsniveau een hoge erfelijkheid had van 0,68 en dat de helft van de variatie in educatie verklaarbaar was met een onderliggend genetisch component dat ook gold voor IQ, opleiding en sociale klasse.
Een Amerikaanse studie in 1991 die de relatie tussen vruchtbaarheid en opleiding onderzocht, vond dat high school dropouts (schoolverlaters zonder diploma) de meeste kinderen hadden (gemiddeld 2,5), mensen met een high school-diploma minder, en mensen met een universitair diploma het minste aantal kinderen (gemiddeld 1,56). In een onderzoek in 1974 beweerden hoogopgeleide vrouwen vaker dat ze minder kinderen hadden dan ze zouden willen.

### Intelligentie en anticonceptie
In een studie in 1978 kwam naar voren dat onder vrouwen die een betrouwbare vorm van anticonceptie gebruiken, het succesgehalte positief gecorreleerd is met IQ. Het percentage vrouwen met een hoog, gemiddeld en laag IQ dat ongewenst zwanger werd in een periode van 3 jaar was respectievelijk 3, 8 en 11 procent. Een andere studie vond dat als een ongewenste zwangerschap plaatsvond, koppels met een hoog IQ vaker een abortus pleegden. Ongetrouwde tienermeisjes die zwanger worden, zijn eerder geneigd om de zwangerschap niet af te breken als zij slecht presteren in school. In haar recensie over reproductieve trends in de VS argumenteert Van Court: "elke factor - van het kiezen van een anticonceptiemiddel, het succesvol gebruik daarvan en het beëindigen van een ongewenste zwangerschap - selecteert tegen intelligentie".

### Internationaal onderzoek
Het meeste onderzoek met betrekking tot intelligentie en vruchtbaarheid heeft zich beperkt tot inwoners van de Verenigde Staten, vaak gesponsord door het Pioneer Fund. In een studie in 2008 heeft Steven Shatz de internationale trend onderzocht, en vond: "Er is een sterke tendens voor landen met een laag nationaal IQ om een hogere vruchtbaarheid te hebben, en landen met een hoog nationaal IQ om een lage vruchtbaarheid te hebben".

### Het flynneffect
Als het waar is dat genen die IQ bepalen verschuiven, dan kan men verwachten dat het gemiddelde IQ zou dalen, maar het omgekeerde is het geval in een fenomeen dat het flynneffect wordt genoemd. Retherford en Sewell hebben beargumenteerd dat het genotypische IQ kan dalen terwijl het fenotypisch IQ stijgt door omgevingsfactoren zoals betere voeding en televisie. Door het flynneffect zijn IQ-scores met ongeveer 15 punten gestegen in de eerste wereld, maar recente onderzoeken laten zien dat deze trend tot een einde is gekomen en dat het gemiddelde IQ in sommige landen zelfs aan het dalen is.

### Intelligentie en erfelijkheid
De erfelijkheid van hersengrootte is ongeveer 0,9 (Lynn, 2006, p. 67) en de correlatie tussen hersengrootte en intelligentie wordt geschat op 0,44 (Lynn, 2006, p. 214). Aangezien de correlatie van 0,44 klein doch relevant is, spelen ook tal van andere factoren mee, hoewel Lynn de algehele erfelijkheid van intelligentie op 80% schat. In een onderzoek uit 2003 wordt de genetische invloed op intelligentie geschat op 20% voor peuters en stijgt deze geleidelijk tot 80% bij volwassenheid (Plomin 2003).
Richard Lynn, een psycholoog uit de V.S., gebruikt de term dysgenetica als tegenovergestelde van eugenetica, het idee dat men op wenselijke eigenschappen dient te selecteren in de menselijke voortplanting. Hij stelt dat genetische eigenschappen de overwegende invloed op intelligentie zijn en dat zodoende het verschil in de resultaten van IQ-testen tussen Afrikaanse en Europese Amerikanen van ruim 15 punten een genetische oorzaak heeft, een stelling die in de media hevig bekritiseerd wordt maar bijval heeft onder vakgenoten.
De stelling in Lynns boek Dysgenics is dat de kwaliteit van het menselijk genoom achteruitgaat omdat vrouwen met een laag IQ meer kinderen krijgen.

## Kritiek
Dysgenetica is een relatief onbekend begrip waarnaar weinig onderzoek is gedaan. Hoewel de ontwikkeling van bijvoorbeeld bijziendheid makkelijk te registreren is, blijft intelligentie een moeilijk meetbare eigenschap. Kritiek richt zich voornamelijk op de meetbaarheid en erfelijkheid van intelligentie.
Veel wetenschappers negeren dysgenetisch onderzoek omdat het geassocieerd wordt met eugenetica, een sociale filosofie die in het verleden heeft geleid tot beleid dat in strijd was met de in 1948 opgestelde Universele Verklaring van de Rechten van de Mens. Er zijn tot dusver geen studies die het bestaan van een dysgenetische trend ontkrachten.
Men moet tevens beseffen dat een daling van het gemiddelde IQ niet betekent dat intelligente mensen verdwijnen. Dysgenetica hoeft er niet toe te leiden dat alle mensen lager intelligent worden. Integendeel, het is juist alleen de massa mensen met lagere IQ's die toeneemt. Dat leidt weliswaar tot een lager IQ-gemiddelde, maar een (verhoudingsgewijs) steeds kleiner wordende intelligentie-elite blijft gewoon bestaan.

## Geschiedenis van de term
De term werd oorspronkelijk gebruikt als tegenpool van eugenetica, een sociale wetenschap en filosofie die zich richt op de verbetering van menselijke erfelijke eigenschappen, vaak door ingrijpen via sociale programma's van de overheid.
Volgens de Oxford English Dictionary werd de term dysgenetica het eerst gebruikt als een bijvoeglijk naamwoord rond 1915 ter beschrijving van het dysgenetische effect van de Eerste Wereldoorlog. Onder eugenetici van die tijd heerste de opvatting dat oorlog een eugenetisch resultaat had aangezien de minst fitte soldaten de grootste kans hadden om te sterven. Tijdens de Eerste Wereldoorlog bleek echter dat overleven in moderne oorlogsvoering eerder een kwestie van geluk was, en werd oorlog gezien als het doden van de meest fitte mannen terwijl minder-validen veilig thuis bleven.
Tijdens de Tweede Wereldoorlog hadden de VS ernstige problemen met het trainen van troepen met een laag IQ. Dit leidde ertoe dat het congres rekrutering verbood voor diegenen die in de onderste 10% scoorden, hetgeen overeenkomt met een IQ beneden de 80.
Na de Tweede Wereldoorlog en het Neurenberger Tribunaal waar dokters betrokken bij het eugeneticaprogramma van de nazi's veroordeeld werden, kwam het begrip in de taboesfeer.
Toen de term gebruikt werd door Nobelprijswinnaar William Shockley in zijn controversiële oproep tot eugenetica reageerde de pers uiterst negatief.

## In fictie
Het korte verhaal The Marching Morons door Cyril M. Kornbluth in 1951 is een voorbeeld van dysgenetische fictie, en beschrijft het verhaal van een man die per ongeluk in de verre toekomst verzeild raakt en erachter komt dat dysgenetica heeft geresulteerd in massale achterlijkheid. De film Idiocracy uit 2006 van Mike Judge heeft dezelfde verhaallijn, waarin het hoofdpersonage zich beschikbaar stelt voor een militair hibernatie-experiment. Dat gaat mis, waardoor hij in de 25e eeuw belandt. Hoewel in het korte verhaal de beschaving blijft bestaan door een kleine groep ijverige wetenschappers, is hun rol in Idiocracy ingenomen door geavanceerde automatische systemen.

## Algemene Referenties
- Thomas W. Teasdale and David R. Owen (2005). "A long-term rise and recent decline in intelligence test performance: The Flynn Effect in reverse." Personality and Individual Differences 39(4), pp 837–843.
- Vining, D.R., 1982. On the possibility of a re-emergence of a dysgenic trend with respect to intelligence in American fertility differentials. Intelligence 6, pp. 241—264.
- Plomin, R., DeFries, J. C., Craig, I. W., & McGuffin, P. (2003). Behavioral genetics in the postgenomic era.
- Shockley on Eugenics and Race: The Application of Science to the Solution of Human Problems Scott-Townsend, 1992
- Dysgenics Genetic Deterioration in Modern Populations, Richard Lynn, Praeger Publishers, 1996